# Puchar IBU Juniorów w biathlonie 2022/2023
Puchar IBU juniorów w biathlonie 2022/2023 – siódma edycja tego cyklu zawodów. Pierwsze starty odbyły się 8 grudnia 2022 r. we włoskim Martell-Val Martello, natomiast ostatnie zawody zostały rozegrane 12 marca 2023 r. w kazachskim Szczuczyńsku, gdzie odbyły się również wliczane do klasyfikacji generalnej pucharu mistrzostwa świata juniorów. 

## Wyniki

### Mężczyźni
| 1. Martell-Val Martello, 5–11 grudnia 2022 | 1. Martell-Val Martello, 5–11 grudnia 2022 | 1. Martell-Val Martello, 5–11 grudnia 2022 | 1. Martell-Val Martello, 5–11 grudnia 2022 | 1. Martell-Val Martello, 5–11 grudnia 2022 |
| Data                                       | Konkurencja                                | miejsce                                    | miejsce                                    | miejsce                                    |
| ------------------------------------------ | ------------------------------------------ | ------------------------------------------ | ------------------------------------------ | ------------------------------------------ |
| 8 grudnia                                  | Sprint 10 km                               | Konrad Badacz                              | Lukas Haslinger                            | Elia Zeni                                  |
| 10 grudnia                                 | Supersprint 7,5 km                         | Elia Zeni                                  | Nicolò Betemps                             | Matija Legović                             |
| 11 grudnia                                 | Bieg masowy 12 km                          | Konrad Badacz                              | Hans Köllner                               | Elia Zeni                                  |

| 2. Obertilliach, 12–17 grudnia 2022 | 2. Obertilliach, 12–17 grudnia 2022 | 2. Obertilliach, 12–17 grudnia 2022 | 2. Obertilliach, 12–17 grudnia 2022 | 2. Obertilliach, 12–17 grudnia 2022 |
| Data                                | Konkurencja                         | miejsce                             | miejsce                             | miejsce                             |
| ----------------------------------- | ----------------------------------- | ----------------------------------- | ----------------------------------- | ----------------------------------- |
| 14 grudnia                          | Bieg indywidualny 15 km             | Jakob Kulbin                        | Wadim Kurales                       | Hans Köllner                        |
| 17 grudnia                          | Sprint 10 km                        | Nicolò Betemps                      | Lovro Planko                        | Jacques Jefferies                   |

| 3. Haanja, 6–11 lutego 2023 | 3. Haanja, 6–11 lutego 2023 | 3. Haanja, 6–11 lutego 2023                                         | 3. Haanja, 6–11 lutego 2023                                                | 3. Haanja, 6–11 lutego 2023                                                    |
| Data                        | Konkurencja                 | miejsce                                                             | miejsce                                                                    | miejsce                                                                        |
| --------------------------- | --------------------------- | ------------------------------------------------------------------- | -------------------------------------------------------------------------- | ------------------------------------------------------------------------------ |
| 8 lutego                    | Sprint 10 km                | Théo Guiraud-Poillot                                                | Benjamin Menz                                                              | Oliver Lienbacher                                                              |
| 10 lutego                   | Sprint 10 km                | Benjamin Menz                                                       | Christoph Pircher                                                          | Maximilian Prosser                                                             |
| 11 lutego                   | Sztafeta 4 × 7,5 km         | Niemcy Franz Schaser · Fabian Kaskel · Benjamin Menz · Hans Köllner | Ukraina Stepan Kinasz · Bohdan Borkowski · Serhij Suprun · Witalij Mandzyn | Francja Lou Thiévent · Théo Guiraud-Poillot · Damien Levet · Jacques Jefferies |

| Mistrzostwa Europy juniorów, Madona, 13–19 lutego 2023 | Mistrzostwa Europy juniorów, Madona, 13–19 lutego 2023 | Mistrzostwa Europy juniorów, Madona, 13–19 lutego 2023 | Mistrzostwa Europy juniorów, Madona, 13–19 lutego 2023 | Mistrzostwa Europy juniorów, Madona, 13–19 lutego 2023 |
| Data                                                   | Konkurencja                                            | miejsce                                                | miejsce                                                | miejsce                                                |
| ------------------------------------------------------ | ------------------------------------------------------ | ------------------------------------------------------ | ------------------------------------------------------ | ------------------------------------------------------ |
| 15 lutego                                              | Bieg indywidualny 15 km                                | Hans Köllner                                           | Błagoj Todew                                           | Fabio Piller Cottrer                                   |
| 18 lutego                                              | Sprint 10 km                                           | Nicolò Betemps                                         | Petr Hák                                               | Konrad Badacz                                          |
| 19 lutego                                              | Bieg pościgowy 12,5 km                                 | Nicolò Betemps                                         | Jacques Jefferies                                      | Christoph Pircher                                      |

| Mistrzostwa świata juniorów, Szczuczyńsk, 1–12 marca 2023 | Mistrzostwa świata juniorów, Szczuczyńsk, 1–12 marca 2023 | Mistrzostwa świata juniorów, Szczuczyńsk, 1–12 marca 2023              | Mistrzostwa świata juniorów, Szczuczyńsk, 1–12 marca 2023           | Mistrzostwa świata juniorów, Szczuczyńsk, 1–12 marca 2023                       |
| Data                                                      | Konkurencja                                               | miejsce                                                                | miejsce                                                             | miejsce                                                                         |
| --------------------------------------------------------- | --------------------------------------------------------- | ---------------------------------------------------------------------- | ------------------------------------------------------------------- | ------------------------------------------------------------------------------- |
| 6 marca                                                   | Bieg indywidualny 15 km                                   | Benjamin Menz                                                          | Einar Hedegart                                                      | Isak Frey                                                                       |
| 8 marca                                                   | Sztafeta 4 × 7,5 km                                       | Norwegia Trym Gerhardsen · Einar Hedegart · Martin Nevland · Isak Frey | Niemcy Franz Schaser · Fabian Kaskel · Benjamin Menz · Hans Köllner | Włochy Christoph Pircher · Fabio Piller Cottrer · Nicolò Betemps · Marco Barale |
| 11 marca                                                  | Sprint 10 km                                              | Campbell Wright                                                        | Jan Guńka                                                           | Maxime Germain                                                                  |
| 12 marca                                                  | Bieg pościgowy 12,5 km                                    | Martin Nevland                                                         | Einar Hedegart                                                      | Trym Gerhardsen                                                                 |

### Kobiety
| 1. Martell-Val Martello, 5–11 grudnia 2022 | 1. Martell-Val Martello, 5–11 grudnia 2022 | 1. Martell-Val Martello, 5–11 grudnia 2022 | 1. Martell-Val Martello, 5–11 grudnia 2022 | 1. Martell-Val Martello, 5–11 grudnia 2022 |
| Data                                       | Konkurencja                                | miejsce                                    | miejsce                                    | miejsce                                    |
| ------------------------------------------ | ------------------------------------------ | ------------------------------------------ | ------------------------------------------ | ------------------------------------------ |
| 8 grudnia                                  | Sprint 7,5 km                              | Sara Scattolo                              | Maya Cloetens                              | Marlene Fichtner                           |
| 10 grudnia                                 | Supersprint 7,5 km                         | Johanna Puff                               | Maya Cloetens                              | Sara Scattolo                              |
| 11 grudnia                                 | Bieg masowy 9 km                           | Anna Andexer                               | Johanna Puff                               | Kaja Zorč                                  |

| 2. Obertilliach, 12–17 grudnia 2022 | 2. Obertilliach, 12–17 grudnia 2022 | 2. Obertilliach, 12–17 grudnia 2022 | 2. Obertilliach, 12–17 grudnia 2022 | 2. Obertilliach, 12–17 grudnia 2022 |
| Data                                | Konkurencja                         | miejsce                             | miejsce                             | miejsce                             |
| ----------------------------------- | ----------------------------------- | ----------------------------------- | ----------------------------------- | ----------------------------------- |
| 14 grudnia                          | Bieg indywidualny 12,5 km           | Océane Michelon                     | Maya Cloetens                       | Kateřina Pavlů                      |
| 17 grudnia                          | Sprint 7,5 km                       | Anaëlle Bondoux                     | Anna Andexer                        | Maya Cloetens                       |

| 3. Haanja, 6–11 lutego 2023 | 3. Haanja, 6–11 lutego 2023 | 3. Haanja, 6–11 lutego 2023                                                    | 3. Haanja, 6–11 lutego 2023                                                | 3. Haanja, 6–11 lutego 2023                                                    |
| Data                        | Konkurencja                 | miejsce                                                                        | miejsce                                                                    | miejsce                                                                        |
| --------------------------- | --------------------------- | ------------------------------------------------------------------------------ | -------------------------------------------------------------------------- | ------------------------------------------------------------------------------ |
| 8 lutego                    | Sprint 7,5 km               | Johanna Puff                                                                   | Léonie Jeannier                                                            | Anna Andexer                                                                   |
| 10 lutego                   | Sprint 7,5 km               | Sara Scattolo                                                                  | Léonie Jeannier                                                            | Ema Kapustová                                                                  |
| 11 lutego                   | Sztafeta 4 × 6 km           | Niemcy Selina Marie Kastl · Marlene Fichtner · Magdalena Rieger · Johanna Puff | Francja Camille Coupé · Océane Michelon · Jeanne Richard · Léonie Jeannier | Ukraina Ołena Horodna · Ołeksandra Merkuszyna · Julija Horodna · Daryna Chałyk |

| Mistrzostwa Europy juniorów, Madona, 13–19 lutego 2023 | Mistrzostwa Europy juniorów, Madona, 13–19 lutego 2023 | Mistrzostwa Europy juniorów, Madona, 13–19 lutego 2023 | Mistrzostwa Europy juniorów, Madona, 13–19 lutego 2023 | Mistrzostwa Europy juniorów, Madona, 13–19 lutego 2023 |
| Data                                                   | Konkurencja                                            | miejsce                                                | miejsce                                                | miejsce                                                |
| ------------------------------------------------------ | ------------------------------------------------------ | ------------------------------------------------------ | ------------------------------------------------------ | ------------------------------------------------------ |
| 15 lutego                                              | Bieg indywidualny 12,5 km                              | Lea Rothschopf                                         | Léonie Jeannier                                        | Camille Coupé                                          |
| 18 lutego                                              | Sprint 7,5 km                                          | Lara Wagner                                            | Chloé Bened                                            | Łora Christowa Anaëlle Bondoux                         |
| 19 lutego                                              | Bieg pościgowy 10 km                                   | Anaëlle Bondoux                                        | Łora Christowa                                         | Marlene Fichtner                                       |

| Mistrzostwa świata juniorów, Szczuczyńsk, 1–12 marca 2023 | Mistrzostwa świata juniorów, Szczuczyńsk, 1–12 marca 2023 | Mistrzostwa świata juniorów, Szczuczyńsk, 1–12 marca 2023                    | Mistrzostwa świata juniorów, Szczuczyńsk, 1–12 marca 2023                | Mistrzostwa świata juniorów, Szczuczyńsk, 1–12 marca 2023             |
| Data                                                      | Konkurencja                                               | miejsce                                                                      | miejsce                                                                  | miejsce                                                               |
| --------------------------------------------------------- | --------------------------------------------------------- | ---------------------------------------------------------------------------- | ------------------------------------------------------------------------ | --------------------------------------------------------------------- |
| 6 marca                                                   | Bieg indywidualny 12,5 km                                 | Kaja Zorč                                                                    | Jeanne Richard                                                           | Léonie Jeannier                                                       |
| 8 marca                                                   | Sztafeta 4 × 6 km                                         | Niemcy Selina Marie Kastl · Johanna Puff · Marlene Fichtner · Selina Grotian | Francja Fany Bertrand · Camille Coupé · Jeanne Richard · Léonie Jeannier | Norwegia Linnea Winsvold · Maren Bakken · Siri Skar · Tuva Aas Stræte |
| 11 marca                                                  | Sprint 7,5 km                                             | Selina Grotian                                                               | Jeanne Richard                                                           | Sara Andersson                                                        |
| 12 marca                                                  | Bieg pościgowy 10 km                                      | Selina Grotian                                                               | Jeanne Richard                                                           | Tuva Aas Stræte                                                       |

### Sztafety mieszane
| 2. Obertilliach, 12–17 grudnia 2022 | 2. Obertilliach, 12–17 grudnia 2022            | 2. Obertilliach, 12–17 grudnia 2022                                          | 2. Obertilliach, 12–17 grudnia 2022                                           | 2. Obertilliach, 12–17 grudnia 2022                                        |
| Data                                | Konkurencja                                    | miejsce                                                                      | miejsce                                                                       | miejsce                                                                    |
| ----------------------------------- | ---------------------------------------------- | ---------------------------------------------------------------------------- | ----------------------------------------------------------------------------- | -------------------------------------------------------------------------- |
| 16 grudnia                          | Pojedyncza sztafeta mieszana (4×3 km + 1,5 km) | Słowacja Ema Kapustová · Damián Cesnek                                       | Austria Anna Andexer · Lukas Haslinger                                        | Szwajcaria Chiara Arnet · Mathis Profit                                    |
| 16 grudnia                          | Sztafeta mieszana (4×6 km)                     | Niemcy Marlene Fichtner · Magdalena Rieger · Albert Engelmann · Hans Köllner | Włochy Astrid Plosch · Linda Zingerle · Fabio Piller Cottrer · Nicolò Betemps | Francja Camille Coupé · Chloé Bened · Valentin Lejeune · Jacques Jefferies |

| Mistrzostwa Europy juniorów, Madona, 13–19 lutego 2023 | Mistrzostwa Europy juniorów, Madona, 13–19 lutego 2023 | Mistrzostwa Europy juniorów, Madona, 13–19 lutego 2023                          | Mistrzostwa Europy juniorów, Madona, 13–19 lutego 2023                | Mistrzostwa Europy juniorów, Madona, 13–19 lutego 2023                          |
| Data                                                   | Konkurencja                                            | miejsce                                                                         | miejsce                                                               | miejsce                                                                         |
| ------------------------------------------------------ | ------------------------------------------------------ | ------------------------------------------------------------------------------- | --------------------------------------------------------------------- | ------------------------------------------------------------------------------- |
| 16 lutego                                              | Pojedyncza sztafeta mieszana (4×3 km + 1,5 km)         | Francja Jacques Jefferies · Léonie Jeannier                                     | Austria Lukas Haslinger · Lea Rothschopf                              | Niemcy Fabian Kaskel · Marlene Fichtner                                         |
| 16 lutego                                              | Sztafeta mieszana (4×6 km)                             | Włochy Nicolò Betemps · Fabio Piller Cottrer · Fabiana Carpella · Sara Scattolo | Niemcy Hans Köllner · Benjamin Menz · Magdalena Rieger · Johanna Puff | Ukraina Stepan Kinasz · Witalij Mandzyn · Ołeksandra Merkuszyna · Daryna Chałyk |

| Mistrzostwa świata juniorów, Szczuczyńsk, 1–12 marca 2023 | Mistrzostwa świata juniorów, Szczuczyńsk, 1–12 marca 2023 | Mistrzostwa świata juniorów, Szczuczyńsk, 1–12 marca 2023           | Mistrzostwa świata juniorów, Szczuczyńsk, 1–12 marca 2023                           | Mistrzostwa świata juniorów, Szczuczyńsk, 1–12 marca 2023            |
| Data                                                      | Konkurencja                                               | miejsce                                                             | miejsce                                                                             | miejsce                                                              |
| --------------------------------------------------------- | --------------------------------------------------------- | ------------------------------------------------------------------- | ----------------------------------------------------------------------------------- | -------------------------------------------------------------------- |
| 4 marca                                                   | Sztafeta mieszana (4×6 km)                                | Niemcy Johanna Puff · Selina Grotian · Benjamin Menz · Hans Köllner | Francja Léonie Jeannier · Jeanne Richard · Théo Guiraud-Poillot · Jacques Jefferies | Norwegia Maren Bakken · Tuva Aas Stræte · Martin Nevland · Isak Frey |

## Klasyfikacje

### Mężczyźni
| Miejsce | Zawodnik             | Punkty |
| ------- | -------------------- | ------ |
| 1.      | Nicolò Betemps       | 569    |
| 2.      | Hans Köllner         | 461    |
| 3.      | Benjamin Menz        | 421    |
| 4.      | Konrad Badacz        | 399    |
| 5.      | Christoph Pircher    | 345    |
| 6.      | Fabian Kaskel        | 333    |
| 7.      | Théo Guiraud-Poillot | 326    |
| 8.      | Lukas Haslinger      | 302    |
| 9.      | Jacques Jefferies    | 295    |
| 10.     | Stepan Kinasz        | 281    |

| Miejsce | Zawodnik          | Punkty |
| ------- | ----------------- | ------ |
| 11.     | Matic Repnik      | 250    |
| 12.     | Władysław Czychar | 249    |
| 13.     | Valentin Lejeune  | 231    |
| 14.     | Ondřej Mánek      | 218    |
| 15.     | Renārs Birkentāls | 218    |
| 16.     | Elia Zeni         | 210    |
| 17.     | Franz Schaser     | 208    |
| 18.     | Błagoj Todew      | 207    |
| 19.     | Maxime Germain    | 202    |
| 20.     | Luděk Abrahám     | 201    |

| Miejsce | Zawodnik             | Punkty |
| ------- | -------------------- | ------ |
| 1.      | Hans Köllner         | 178    |
| 2.      | Benjamin Menz        | 121    |
| 3.      | Nicolò Betemps       | 117    |
| 4.      | Wadim Kurales        | 101    |
| 5.      | Błagoj Todew         | 97     |
| 6.      | Jakob Kulbin         | 90     |
| 7.      | Théo Guiraud-Poillot | 89     |
| 8.      | Fabio Piller Cottrer | 85     |
| 9.      | Valentin Lejeune     | 84     |
| 10.     | Einar Hedegart       | 75     |

| Miejsce | Zawodnik             | Punkty |
| ------- | -------------------- | ------ |
| 1.      | Nicolò Betemps       | 255    |
| 2.      | Benjamin Menz        | 223    |
| 3.      | Konrad Badacz        | 180    |
| 4.      | Théo Guiraud-Poillot | 164    |
| 5.      | Christoph Pircher    | 155    |
| 6.      | Hans Köllner         | 150    |
| 7.      | Lukas Haslinger      | 144    |
| 8.      | Fabian Kaskel        | 143    |
| 9.      | Jacques Jefferies    | 135    |
| 10.     | Valentin Lejeune     | 127    |

| Miejsce | Zawodnik             | Punkty |
| ------- | -------------------- | ------ |
| 1.      | Nicolò Betemps       | 90     |
| 1.      | Martin Nevland       | 90     |
| 3.      | Jacques Jefferies    | 88     |
| 4.      | Benjamin Menz        | 77     |
| 5.      | Einar Hedegart       | 75     |
| 6.      | Fabian Kaskel        | 74     |
| 7.      | Théo Guiraud-Poillot | 73     |
| 8.      | Christoph Pircher    | 71     |
| 9.      | Matic Repnik         | 65     |
| 10.     | Trym Gerhardsen      | 60     |

| Miejsce | Zawodnik          | Punkty |
| ------- | ----------------- | ------ |
| 1.      | Elia Zeni         | 90     |
| 2.      | Nicolò Betemps    | 75     |
| 3.      | Matija Legović    | 60     |
| 4.      | Jaša Zidar        | 50     |
| 5.      | Christoph Pircher | 45     |
| 6.      | Konrad Badacz     | 40     |
| 7.      | Tuudor Palm       | 36     |
| 8.      | Matic Repnik      | 34     |
| 9.      | Hans Köllner      | 32     |
| 10.     | Pavel Trojer      | 31     |

| Miejsce | Zawodnik          | Punkty |
| ------- | ----------------- | ------ |
| 1.      | Konrad Badacz     | 90     |
| 2.      | Hans Köllner      | 75     |
| 3.      | Elia Zeni         | 60     |
| 4.      | Christoph Pircher | 50     |
| 5.      | Stepan Kinasz     | 45     |
| 6.      | Władysław Czychar | 40     |
| 7.      | Leon Kienesberger | 36     |
| 8.      | Luděk Abrahám     | 34     |
| 9.      | Nicolò Betemps    | 32     |
| 10.     | Franz Schaser     | 31     |

| Miejsce | Kraj       | Punkty |
| ------- | ---------- | ------ |
| 1.      | Niemcy     | 5002   |
| 2.      | Włochy     | 4513   |
| 3.      | Austria    | 4197   |
| 4.      | Ukraina    | 4117   |
| 5.      | Czechy     | 4100   |
| 6.      | Słowenia   | 3820   |
| 7.      | Polska     | 3759   |
| 8.      | Francja    | 3611   |
| 9.      | Szwajcaria | 3426   |
| 10.     | Estonia    | 3414   |

### Kobiety
| Miejsce | Zawodniczka      | Punkty |
| ------- | ---------------- | ------ |
| 1.      | Anna Andexer     | 532    |
| 2.      | Johanna Puff     | 505    |
| 3.      | Marlene Fichtner | 453    |
| 4.      | Sara Scattolo    | 451    |
| 5.      | Anaëlle Bondoux  | 430    |
| 6.      | Jeanne Richard   | 420    |
| 7.      | Léonie Jeannier  | 417    |
| 8.      | Maya Cloetens    | 399    |
| 9.      | Kaja Zorč        | 377    |
| 10.     | Lara Wagner      | 316    |

| Miejsce | Zawodniczka      | Punkty |
| ------- | ---------------- | ------ |
| 11.     | Lea Rothschopf   | 289    |
| 12.     | Ema Kapustová    | 276    |
| 13.     | Klara Vindišar   | 265    |
| 14.     | Fabiana Carpella | 261    |
| 15.     | Łora Christowa   | 255    |
| 16.     | Magdalena Rieger | 252    |
| 17.     | Océane Michelon  | 238    |
| 18.     | Kateřina Pavlů   | 231    |
| 19.     | Selina Grotian   | 225    |
| 20.     | Chloé Bened      | 209    |

| Miejsce | Zawodniczka     | Punkty |
| ------- | --------------- | ------ |
| 1.      | Léonie Jeannier | 135    |
| 2.      | Kaja Zorč       | 129    |
| 3.      | Lea Rothschopf  | 112    |
| 4.      | Jeanne Richard  | 104    |
| 5.      | Camille Coupé   | 103    |
| 6.      | Maya Cloetens   | 100    |
| 7.      | Johanna Puff    | 92     |
| 8.      | Océane Michelon | 90     |
| 9.      | Anna Andexer    | 81     |
| 10.     | Klara Vindišar  | 81     |

| Miejsce | Zawodniczka      | Punkty |
| ------- | ---------------- | ------ |
| 1.      | Anaëlle Bondoux  | 263    |
| 2.      | Anna Andexer     | 258    |
| 3.      | Sara Scattolo    | 256    |
| 4.      | Lara Wagner      | 209    |
| 5.      | Léonie Jeannier  | 201    |
| 6.      | Marlene Fichtner | 201    |
| 7.      | Johanna Puff     | 192    |
| 8.      | Jeanne Richard   | 191    |
| 9.      | Ema Kapustová    | 174    |
| 10.     | Maya Cloetens    | 164    |

| Miejsce | Zawodniczka         | Punkty |
| ------- | ------------------- | ------ |
| 1.      | Anaëlle Bondoux     | 140    |
| 2.      | Jeanne Richard      | 125    |
| 3.      | Selina Grotian      | 90     |
| 4.      | Marlene Fichtner    | 90     |
| 5.      | Łora Christowa      | 89     |
| 6.      | Léonie Jeannier     | 81     |
| 7.      | Lea Rothschopf      | 68     |
| 8.      | Tuva Aas Stræte     | 60     |
| 9.      | Noora Kaisa Keränen | 60     |
| 10.     | Johanna Puff        | 56     |

| Miejsce | Zawodniczka           | Punkty |
| ------- | --------------------- | ------ |
| 1.      | Johanna Puff          | 90     |
| 2.      | Maya Cloetens         | 75     |
| 3.      | Sara Scattolo         | 60     |
| 4.      | Anna Andexer          | 50     |
| 5.      | Fabiana Carpella      | 45     |
| 6.      | Marlène Sophie Perren | 40     |
| 7.      | Julija Horodna        | 36     |
| 8.      | Julia Kink            | 34     |
| 9.      | Martina Trabucchi     | 32     |
| 10.     | Marlene Fichtner      | 31     |

| Miejsce | Zawodniczka       | Punkty |
| ------- | ----------------- | ------ |
| 1.      | Anna Andexer      | 90     |
| 2.      | Johanna Puff      | 75     |
| 3.      | Kaja Zorč         | 60     |
| 4.      | Marlene Fichtner  | 50     |
| 5.      | Sara Scattolo     | 45     |
| 6.      | Maya Cloetens     | 40     |
| 7.      | Magdalena Rieger  | 36     |
| 8.      | Martina Trabucchi | 34     |
| 9.      | Julija Horodna    | 32     |
| 10.     | Kateřina Pavlů    | 31     |

| Miejsce | Kraj       | Punkty |
| ------- | ---------- | ------ |
| 1.      | Niemcy     | 5109   |
| 2.      | Włochy     | 4508   |
| 3.      | Austria    | 4409   |
| 4.      | Słowenia   | 4175   |
| 5.      | Ukraina    | 4097   |
| 6.      | Francja    | 4038   |
| 7.      | Czechy     | 3876   |
| 8.      | Słowacja   | 3688   |
| 9.      | Szwajcaria | 3604   |
| 10.     | Polska     | 3363   |

### Sztafety
| Miejsce | Kraj       | Punkty |
| ------- | ---------- | ------ |
| 1.      | Niemcy     | 692    |
| 2.      | Francja    | 552    |
| 3.      | Włochy     | 454    |
| 4.      | Austria    | 438    |
| 5.      | Ukraina    | 383    |
| 6.      | Słowenia   | 363    |
| 7.      | Czechy     | 306    |
| 8.      | Szwajcaria | 291    |
| 9.      | Słowacja   | 290    |
| 10.     | Polska     | 242    |

| Miejsce | Kraj              | Punkty |
| ------- | ----------------- | ------ |
| 11.     | Kazachstan        | 222    |
| 12.     | Rumunia           | 221    |
| 13.     | Norwegia          | 210    |
| 14.     | Stany Zjednoczone | 209    |
| 15.     | Kanada            | 207    |
| 16.     | Bułgaria          | 199    |
| 17.     | Estonia           | 177    |
| 18.     | Łotwa             | 168    |
| 19.     | Wielka Brytania   | 147    |
| 20.     | Litwa             | 142    |